# Burden of a Day
Burden of a Day war eine christliche Post-Hardcore-Band, die im Jahr 2000 in Sarasota, Florida gegründet wurde. Die Band stand vor ihrer Auflösung im Jahr 2010 bei Rise Records unter Vertrag.

## Geschichte
Die Band wurde 2000 gegründet und unterschrieb für die Veröffentlichung ihres ersten Albums Pilots & Paper Planes 2005 bei Blood & Ink Records. Vor der Veröffentlichung ihres zweiten Albums Blessed Be Our Ever After 2008 bei Rise Records, tourte die Band viel. Ihr letztes Album OneOneThousand erschien im Jahr 2009.

## Diskografie
- 2003: Burden of a Day (Independent)
- 2006: Pilots & Paper Planes (Blood & Ink Records)
- 2008: Blessed Be Our Ever After (Rise Records)
- 2009: OneOneThousand (Rise Records)